# Alan Lancaster
Alan Lancaster, rodným jménem Alan Charles Lancaster, (7. února 1949 Peckham, Londýn, Anglie – 26. září 2021 Sydney) byl anglický baskytarista, zakládající člen rockové skupiny Status Quo. Alan Lancaster založil skupinu v roce 1962 se svým spolužákem Francisem Rossim a působil v ní následujících třiadvacet let, během kterých s ní vydal šestnáct studiových alb. Ke skupině, v níž mezitím hrál jiný baskytarista, se znovu přidal na reunionové koncerty v letech 2013 až 2014. Koncem osmdesátých let působil ve skupině The Party Boys a později v The Bombers.